# Skogsfjordvatnet
Skogsfjordvatnet (nordsamisch: Gusmmorjávri) ist ein See auf der Insel Ringvassøya in der Gemeinde Karlsøy in Troms. Der Skogsfjordvatnet ist 10 km lang, hat eine Fläche von etwas mehr als 13 km² und ist somit der größte See auf einer Insel in Norwegen. Der See liegt 20 Meter über dem Meeresspiegel und ist umgeben von Mooren, Wald und Hügeln. Der Skogsfjordvatnet ist an seiner tiefsten Stelle etwa 100 Meter tief, das Hauptbecken liegt jedoch zwischen 60 und 65 Metern Tiefe. Der See entwässert nach Norden durch den Skogsfjordelva, der etwa einen Kilometer bis zur Mündung am innersten Punkt des Skogsfjords fließt. Die größten Zuflüsse sind die Botnelva, Yste Botnelva, Midterelva und Soltindelva, die alle aus dem Hochgebirge entspringen und in den südlichen Teil des Sees münden. Das Skogsfjordgewässer wurde 1973 durch den Schutzplan I für Gewässer vor einem Ausbau für die Energiegewinnung geschützt.

## Flora und Fauna
Der Skogsfjordvatnet und der Fluss beherbergen einen großen Bestand an anadromen Fischarten wie Meerforellen, Lachse und Seeforellen, zusätzlich zum lokalen Saiblingsbestand. Die Gegend um den See ist ein wichtiges Brutgebiet für Graugänse, Zwergtaucher, Prachttaucher und mehrere Entenarten. An den Hängen der Ostseite wurden auch mehrere brütende, auf der Roten Liste stehende Vogelarten festgestellt.
Die Vegetation entlang des Gewässers wechselt von karger Heidelandschaft zu mit Kräutern und Gräsern reichen Birkenhängen. Auf einer Flussinsel etwas unterhalb des Skogsfjordvatnet wächst unter anderem das seltene Sumpf-Blutauge. Dies gilt als nördliche Grenze für diese Art in Troms.

## Geschichte
Als die ersten Einwanderer in der älteren Steinzeit in dieses Gebiet kamen, lag der Meeresspiegel hier 30–40 m über dem heutigen Niveau, was bedeutet, dass der Skogsfjordvatnet ein Fjord war. Die Siedlungen lagen in alter Zeit nahe am Meer, was bedeutet, dass die Siedlungen wahrscheinlich näher an das Meer rückten, als der Meeresspiegel sank und der See sich formte.
Der ursprüngliche norwegische Name des Sees war das altnorwegische Rindarvatn (Genitiv von rind, „Bergkamm“, woraus der Name Ringvassøy entstand). Der samische Name Gusmmorjávri könnte eine Zusammenziehung von guossa (Fichte) und muorra (Baum, Holz) sowie dem Wort jávri sein, was See bedeutet. Im 15. Jahrhundert war Rindarvatn eines der Güter des Erzbischofs Aslak Bolt, wahrscheinlich wegen des fischreichen Sees. Später wurde der Skogsfjordvatnet zum Eigentum der Kirche von Tromsø, aber über die Nutzung des Gebiets vor etwa 1800 ist wenig bekannt, als Siedler kamen und allmählich eine kleine Gemeinde am See entstand. Das Gebiet hatte ein mehr kontinentales Klima als die Küstengemeinden auf der Insel, bot aber andere natürliche Ressourcen wie Birkenwälder, üppige Weiden, gutes Rodungsland an den Hängen, Schneehühner und Süßwasserfische. Neben der norwegischen Bevölkerung lebten samische Familien, die von der Rentierzucht lebten, im Dorf. Nach und nach kamen auch schwedische und finnische Einwanderer sowie Familien aus dem Süden, die sich im Dorf niederließen. Die Gegend um den Skogsfjordvatnet war wahrscheinlich die letzte, die samischsprachige Bewohner in der Gemeinde hatte; bis in die 1960er Jahre gab es samischsprachige Menschen im Dorf.
Um 1900 wurde mit umfangreichen Prospektionen und Probebetrieben von Schwefelkiesbergwerken am Skogsfjordvatnet begonnen. Es war eigentlich ein Fehlschlag, aber in den 1930er Jahren gab es dennoch etwas Betrieb in den Kiesfeldern. In den 1950er Jahren gab es mehrere Pelztierfarmen am Skogsfjordvatnet, die jedoch in den 1960er Jahren geschlossen wurden. Seit den 60er Jahren war der Skogsfjordvatnet eine wichtige landwirtschaftliche Gemeinde, hauptsächlich mit Schafen und Ziegen. Aufgrund des guten Klimas, des Süßwasserfischens und der schönen Natur rund um den See ist das Dorf auch bei Touristen und Sportfischern beliebt.